# Shigehiro Ozawa
Shigehiro Ozawa (小沢茂弘, Ozawa Shigehiro), né le 29 août 1922 à Nagano et mort le 12 octobre 2004, est un réalisateur japonais.

## Biographie
Shigehiro Ozawa fait ses études à l'université Nihon.
Il a réalisé plus de 110 films et écrit 18 scénarios entre 1954 et 1976.

## Filmographie partielle

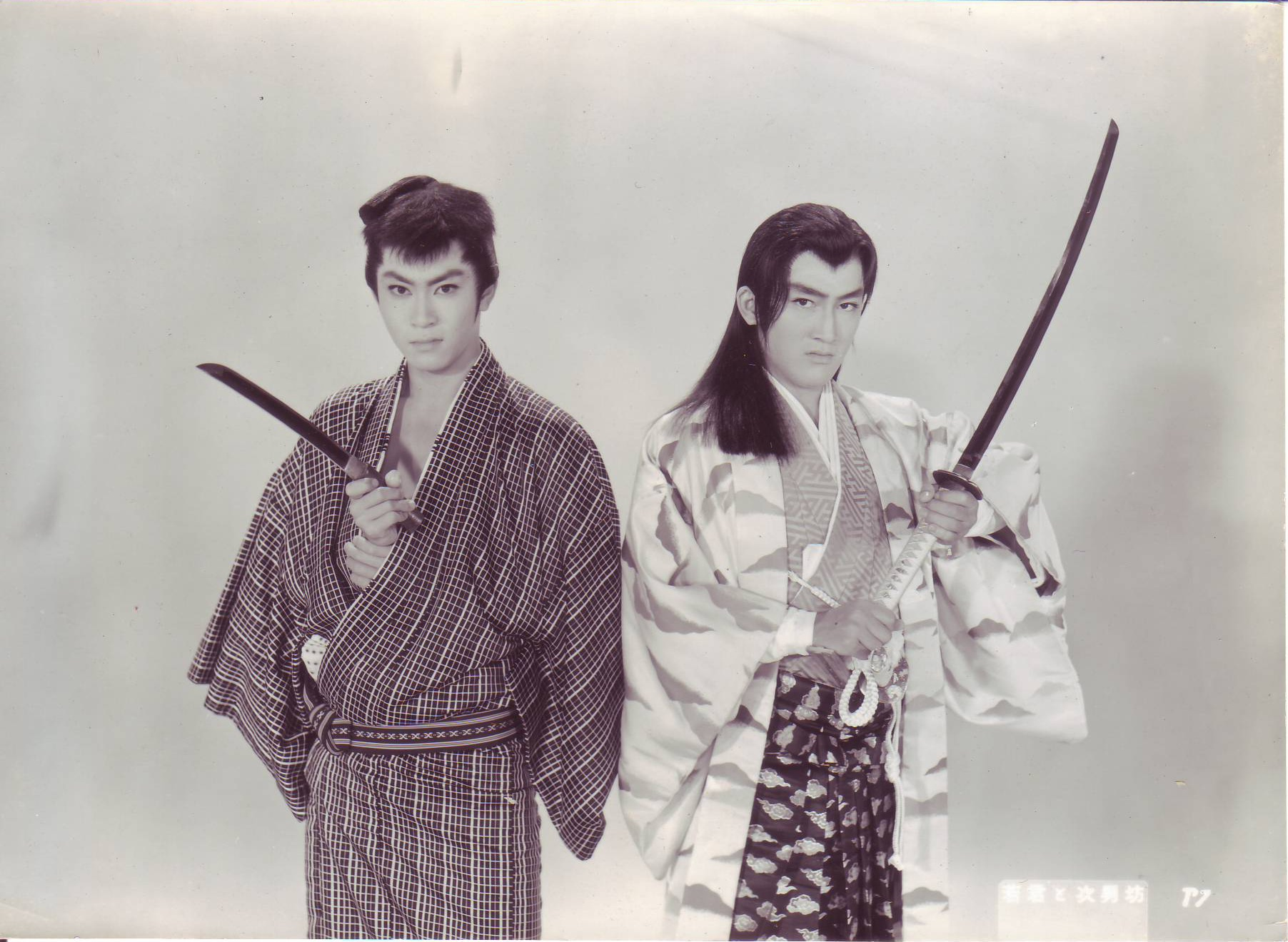
Kin'ya Kitaōji et Hiroki Matsukata dans Wakagimi to jinan bō (1961).

### Années 1950
- 1954 : Nozarashi hime: Tsuigeki no sanjū ki (野ざらし姫 追撃の三十騎?)
- 1954 : Ā Tōya maru (あゝ洞爺丸?)
- 1955 : Hyaku men-dōshi 1 (百面童子 第一篇 ギヤマンの秘密?)
- 1955 : Hyaku men-dōshi 2 (百面童子 第二篇 サタンの窟?)
- 1955 : Hyaku men-dōshi 3 (百面童子 第三篇 バテレンの宴?)
- 1955 : Hyaku men-dōshi 4 (百面童子 完結篇 イスラムの女王?)
- 1956 : Kenjū tai kenjū (拳銃対拳銃?)
- 1956 : Mitsu kubi tō (三つ首塔?) coréalisé avec Tsuneo Kobayashi (ja)
- 1956 : Muhōgai (無法街?)
- 1957 : Hanamatsuri otoko dōchū (花まつり男道中?)
- 1957 : Tajō busshin (多情仏心?)
- 1958 : Shinpen jakō neko (神変麝香猫?)
- 1958 : Kunisada Chuji (国定忠治?)
- 1958 : Kenka taiheiki (喧嘩太平記?)
- 1959 : Muhōgai no yarōdomo (無法街の野郎ども?)
- 1959 : Abare kaidō (あばれ街道?)

### Années 1960
- 1960 : Nippatsume wa jigoku-iki daze (二発目は地獄行きだぜ?)
- 1960 : Zubekō tenshi (ずべ公天使?)
- 1960 : Yomesagashi senryō shōbu (嫁さがし千両勝負?)
- 1960 : Koi shigure senryō shōbu (恋しぐれ千両勝負?)
- 1961 : Ore wa jigoku no tejina-shi da (俺が地獄の手品師だ?)
- 1961 : Umon torimonochō: Nanbansame (右門捕物帖 南蛮鮫?)
- 1961 : Himaraya mushuku: Shinzō yaburi no yarō-domo (ヒマラヤ無宿 心臓破りの野郎ども?)
- 1961 : Kengō tengu matsuri (剣豪天狗まつり?)
- 1961 : Hayabusa daimyō (はやぶさ大名?)
- 1961 : Wakagimi to jinan bō (若君と次男坊?)
- 1961 : Akai kage hōshi (赤い影法師?)
- 1962 : Sakura hōgan (さくら判官?)
- 1962 : Hana to yatō no mure (花と野盗の群れ?)
- 1962 : Echigo jishi matsuri (越後獅子祭り?)
- 1963 : Shinsengumi keppū roku: Kondō Isami (新選組血風録 近藤勇?)
- 1963 : Bōryokudan (暴力団?)
- 1963 : Gyangu chūshingura (ギャング忠臣蔵?)
- 1964 : Bakuto (博徒?)
- 1964 : Kangoku bakuto (監獄博徒?)
- 1964 : Bakuto tai tekiya (博徒対テキ屋?)
- 1965 : Kantō nagaremono (関東流れ者?)
- 1965 : Kantō yakuza mono (関東やくざ者?)
- 1965 : Kantō hamonjo (関東破門状?)
- 1965 : Kantō hatashijō (関東果し状?)
- 1966 : Kantō yakuza arashi (関東やくざ嵐?)
- 1966 : Bakuto shichinin (博徒七人?)
- 1966 : Ōtazune mono shichinin (お尋ね者七人?)
- 1967 : Bakuchi uchi (博奕打ち?)
- 1967 : Naniwa kyokaku: Dokyō shichinin giri (浪花侠客伝 度胸七人斬り?)
- 1967 : San-nin no bakuto (三人の博徒?)
- 1968 : Ningen gyorai: Ā kaiten tokubetsu kōgeki-tai (人間魚雷 あゝ回天特別攻撃隊?)
- 1968 : Bakuchi-uchi: Nagurikomi (博奕打ち 殴り込み?)
- 1968 : Bazoku yakuza (馬賊やくざ?)
- 1968 : Ikasama bakuchi (いかさま博奕?)
- 1968 : Yokogami-yaburino zenkamono (横紙破りの前科者?)
- 1968 : Bakuto retsuden (博徒列伝?)
- 1969 : Shōkin kasegi (賞金稼ぎ?)
- 1969 : Gorotsuki butai (ごろつき部隊?)
- 1969 : Lady Yakuza : L'Héritière (緋牡丹博徒 二代目襲名, Hibotan bakuto: Nidaime shūmei?)
- 1969 : Tosei-nin retsuden (渡世人列伝?)

### Années 1970
- 1970 : Bakuto ikka (博徒一家?)
- 1970 : Yūkyō retsuden (遊侠列伝?)
- 1970 : Fudatsuki bakuto (札つき博徒?)
- 1971 : Onna toseinin (女渡世人?)
- 1971 : Nihon kyōkaku-den: Dosu (日本侠客伝 刃?)
- 1971 : Kizudarake no jinsei (傷だらけの人生?)
- 1971 : Nihon jokyō-den: Gekitō himeyuri misaki (日本女侠伝 激斗ひめゆり岬?)
- 1972 : Bōkyō komori uta (望郷子守唄?)
- 1972 : Gokudo makari tōru (極道罷り通る?)
- 1972 : Shokin kubi: Isshun hachi-nin giri (賞金首 一瞬八人斬り?)
- 1974 : The Street Fighter (激突! 殺人拳, Gekitotsu! Satsujin ken?)
- 1974 : Autant en emporte mon nunchaku (殺人拳２, Satsujin ken 2?)
- 1974 : Gokuaku kenpō (極悪拳法?)
- 1974 : San-daime shūmei (三代目襲名?)
- 1974 : The Street Fighter's Last Revenge (逆襲！殺人拳, Gyakushū! Satsujin ken?)
- 1974 : San-daime shumei (三代目襲名?)
- 1975 : The Defensive Power of Aïkido (激突! 合気道, Gekitotsu! Aikidō?)
- 1976 : Tekiya no Ishimatsu (テキヤの石松?)
- 1976 : Sister Street Fighter – Fifth Level Fist (女必殺五段拳, Onna hissatsu godan ken?)